# Prinz Friedrich Wilhelm
| Prinz Friedrich Wilhelm    | Prinz Friedrich Wilhelm                             | Prinz Friedrich Wilhelm                             |
| -------------------------- | --------------------------------------------------- | --------------------------------------------------- |
|                            |                                                     |                                                     |
| Stapellauf:                | 22. Oktober 1907                                    | 22. Oktober 1907                                    |
| Indienststellung:          | 30. Mai 1908                                        | 30. Mai 1908                                        |
| Bauwerft:                  | Joh. C. Tecklenborg, Geestemünde, Bau-Nr. 211       | Joh. C. Tecklenborg, Geestemünde, Bau-Nr. 211       |
| ähnlich:                   | Berlin AG Weser, Bremen, Bau-Nr. 164                | Berlin AG Weser, Bremen, Bau-Nr. 164                |
| Passagiere:                | 364 I. Klasse, 376 II. Klasse bis 1726 Zwischendeck | 364 I. Klasse, 376 II. Klasse bis 1726 Zwischendeck |
| Besatzung:                 | 400 Mann                                            | 400 Mann                                            |
| Technische Daten           |                                                     |                                                     |
| Vermessung:                | 17.082 BRT                                          | 17.082 BRT                                          |
| Tragfähigkeit:             | 11.350 tdw                                          | 11.350 tdw                                          |
| Länge über alles:          | 186,67 m                                            | 186,67 m                                            |
| Breite:                    | 20,82 m                                             | 20,82 m                                             |
| Tiefgang:                  | ... m                                               | ... m                                               |
| Maschinenanlage:           | 2 Vierfachexpansions-Dampfmaschinen                 | 2 Vierfachexpansions-Dampfmaschinen                 |
| Anzahl der Schrauben:      | 2                                                   | 2                                                   |
| Leistung:                  | 14.500 PSi                                          | 14.500 PSi                                          |
| Höchstgeschwindigkeit:     | 19 kn                                               | 19 kn                                               |
| Verbleib                   |                                                     |                                                     |
| 1907–1919 NDL 1930 Abbruch |                                                     |                                                     |

Die Prinz Friedrich Wilhelm war ein Passagierschiff des Norddeutschen Lloyd (NDL) im Nordatlantikdienst von 1908 bis 1914.
Nach dem Krieg war sie kurz im Dienst der United States Navy, um amerikanische Truppen aus Frankreich zurück in die Staaten zu transportieren. Danach wurde sie erst an die Canadian Pacific Steamships (CP) verchartert und dann verkauft. Dort erhielt sie fünf neue Namen (Empress of China, Empress of India, Montlaurier, Monteith und Montnairn). Schon 1929 wurde sie abgebrochen.

## Im Dienst des NDL
Als der Kiel des Schiffes gestreckt wurde, sollte es noch Washington getauft werden. Die Prinz Friedrich Wilhelm lief am 21. Oktober 1907 von Stapel. Die für den Nordatlantikdienst bei Joh. C. Tecklenborg gebaute Prinz Friedrich Wilhelm hatte zwei Schornsteine, zwei Masten und eine Dienstgeschwindigkeit von 17 Knoten. Sie war das größte auf dieser Werft für den NDL gebaute Schiff. Am 6. Juni 1908 verließ sie Bremerhaven auf ihrer Jungfernfahrt über Southampton und Cherbourg nach New York. Am 13. Juni 1914 begann sie ihre letzte Nordatlantikreise. Bei Kriegsbeginn im August 1914 befand sie sich seit dem 18. Juli auf ihrer ersten Polar-Kreuzfahrt im Nordmeer und suchte Odda in Norwegen als Zufluchtshafen auf. Im Dezember 1916 wurde sie nach Kiel überführt, wo sie nach einer Grundberührung vor der Insel Samsø am 18. Dezember an Heiligabend eintraf. Nach dem Krieg musste sie am 31. März 1919 nach Großbritannien ausgeliefert werden.

## Im Dienst der US Navy

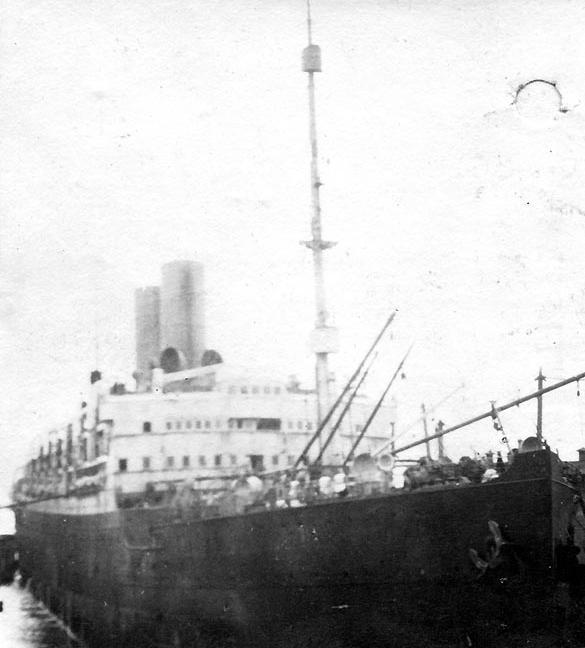
Prinz Friedrich Wilhelm nach erster Reise Frankreich-New York (1919)

Für eine kurze Zeit wurde die Prinz Friedrich Wilhelm als USS Prinz Friedrich Wilhelm (ID-4063) von der United States Navy als Truppentransporter übernommen. Von April bis August 1919 machte sie fünf Rundfahrten von Frankreich in die USA und transportierte über 15.000 Passagiere, meist U.S. Army Personal. Im November 1919 wurde sie außer Dienst gestellt und dem U.S. Shipping Board zur Verfügung gestellt.

## In kanadischen Diensten
1920 wurde die Prinz Friedrich Wilhelm von der Canadian Pacific (CP) gechartert und fuhr ab dem 14. Juli zwischen Liverpool und Québec. Am 13. Mai 1921 kaufte Canadian Pacific das Schiff. Sie wurde in Glasgow überholt und wurde jetzt mit 17.282 BRT vermessen.

### Empress of China
Am 2. August 1921 erhielt sie den Namen Empress of China, aber sie fuhr nicht unter diesem Namen. Sie war die zweite Empress of China der Gesellschaft.

### Empress of India
Daher wurde die ehemalige Prinz Friedrich Wilhelm schon nach wenigen Wochen in Empress of India umbenannt. Auch mit diesem Namen war sie die zweite Namensträgerin bei der Canadian Pacific. Als Schiff der Canadian Pacific Flotte war sie ein Royal Mail Ship und führte die Bezeichnung RMS vor ihrem Namen. Am 25. August 1921 charterte die Cunard Line die Empress of India. Sie machte zwei Rundfahrten zwischen Southampton und New York. Für die Canadian Pacific startete sie am 23. Juni 1922 ihre erste von nur zwei Liverpool-Quebec Reisen. Am 21. August 1922 begann sie ihre einzige Southampton-Cherbourg-Quebec Reise.

### Montlaurier
Dann wurde das Schiff erneut umbenannt in Montlaurier und umgebaut zu einem Schiff mit nur zwei Klassen: Kabinenklasse und III. Klasse. Am 4. Mai 1923 nahm sie ihren Dienst zwischen Liverpool und Quebec auf. Wegen eines Kesselschadens musste sie allerdings umdrehen und konnte nach Reparatur die Reise erst am 29. Juni fortsetzen. Am 24. Januar 1925 lief sie zum letzten Mal von Liverpool nach Saint John aus. Auf der Rückreise hatte sie nahe Fastnet Rock vor der Südküste Irlands erhebliche Probleme mit der Steuerung. Die Fehler zwangen zum Anlaufen von Queenstown (heute Cobh) und zum Einschleppen nach Liverpool. Als sie noch zur Reparatur bei Cammell, Laird & Company lag, wurde sie am 14. April 1925 durch einen Brand beschädigt.

### Monteith
Am 5. Juni 1925 erfolgte die nächste Umbenennung in Monteith, aber sie fuhr nie unter diesem Namen.

### Montnairn
Schon am 2. Juli 1925 erfolgte die nächste Umbenennung in Montnairn. Jetzt kam sie wieder zwischen Liverpool und Quebec zum Einsatz. Im Juli 1926 wurde die Passagiereinrichtung wieder in drei Klassen organisiert: cabin-class, tourist-class, 3rd-class accommodations. Ab dem 4. Mai 1927 erfolgten auch Abfahrten ab Antwerpen über Southampton nach Quebec. Ihre letzte Reise begann am 16. September 1928 in Hamburg nach Southampton, Cherbourg und Quebec.
Danach wurde das Schiff in Southampton aufgelegt, das 62 Rundfahrten über den Nordatlantik für die CP durchgeführt hatte. Am 23. Dezember 1929 wurde die Montnairn nach Genua zum Abbruch verkauft.